# Open Babel
Open Babelは 自由ソフトウェアであり、主に化学構造ファイルフォーマットを変換するために用いられる化学ツールである 。情報学との関連が強いため、このプログラムは分子モデリングというよりはケモインフォマティクスに属するものといえる。Windows、UNIX、Linux、macOS、Androidで利用可能で、GNU GPL 2.0ライセンスのもとで配布されている。
このプロジェクトでは、「Open Babelが、クロスプラットフォームなプログラムとして、ユーザーと開発者をともに支援するコミュニティ指向の科学的プロジェクトとなり、ファイル形式とデータの内部変換を含む分子構造モデリング、化学、その他の多くの関連分野を支援するように設計されたライブラリとなる」ことを目標と掲げている。

## 歴史
Open BabelとJOELibはOELib ケモインフォマティクスライブラリから派生した。同様にOELibは、元の化学プログラム Babel と"OBabel"と呼ばれる非公開のオブジェクト指向ライブラリにあったアイディアを基本にしていた。

## 主な機能
- 110種以上の化学構造ファイルフォーマット（英語版）をサポート
  - 相互変換
  - 分子探索
  - キラリティの検出
  - 分子の重ね合わせ
- R・C++・C#・Java・Perl・Python・Ruby・Scalaインターフェイス
- SMARTS記法を用いた部分構造フィルタリング
- 分子動力学法による構造最適化
- 水素原子の付加・削除
- フィンガープリント計算